# Euphorbia biaculeata
Euphorbia biaculeata is een plantensoort uit de familie Euphorbiaceae. De soort is endemisch in Madagaskar, waar deze voorkomt het zuidwesten, ten zuiden van Toliara, op het Mahafaly-plateau, waar hij groeit tussen het doornig struikgewas op kalkrijke grond. 
De soort wordt bedreigd door bosbranden en habitatvernietiging. De soort staat op de Rode Lijst van de IUCN geklasseerd als 'kwetsbaar'.
... · 
E. abdelkuri · 
E. abyssinica · 
E. acanthothamnos · 
E. actinoclada · 
E. adenopoda · 
E. alcicornis · 
E. alfredii · 
E. alluaudii · 
E. ambarivatoensis · 
E. ambovombensis · 
E. amygdaloides (Amandelwolfsmelk) · 
E. analalavensis · 
E. ankaranae · 
E. ankarensis · 
E. ankazobensis · 
E. antiquorum · 
E. antso · 
E. aprica · 
E. arahaka · 
E. aureoviridiflora · 
E. balsamifera · 
E. banae · 
E. beharensis · 
E. bemarahaensis ·
E. berorohae · 
E. biaculeata · 
E. boissieri · 
E. boiteaui · 
E. boivinii · 
E. bongolavensis · 
E. bosseri · 
E. brachyphylla · 
E. caducifolia · 
E. candelabrum · 
E. cap-saintemariensis · 
E. capmanambatoensis · 
E. capuronii · 
E. caput-aureum · 
E. cedrorum · 
E. cyparissias (Cipreswolfsmelk) · 
E. dulcis (Zoete wolfsmelk) · 
E. epithymoides (Kleurige wolfsmelk) · 
E. erythraea ·
E. esula (Heksenmelk) · 
E. exigua (Kleine wolfsmelk) · 
E. handiensis ·
E. helioscopia (Kroontjeskruid) · 
E. ingens · 
E. lacei · 
E. lactea · 
E. lathyris (Kruisbladige wolfsmelk) · 
E. leuconeura · 
E. neriifolia · 
E. officinarum · 
E. palustris (Moeraswolfsmelk) · 
E. paralias (Zeewolfsmelk) · 
E. peplus (Tuinwolfsmelk) · 
E. platyphyllos (Brede wolfsmelk) · 
E. portlandica (Kustwolfsmelk) · 
E. pulcherrima (Kerstster) · 
E. regis-jubae · 
E. resinifera · 
E. royleana · 
E. seguieriana (Zandwolfsmelk) · 
E. stenoclada · 
E. stricta (Stijve wolfsmelk) · 
E. tirucalli · 
E. verrucosa (Wrattige wolfsmelk) · 
E. waringiae · 
...